# Rudolf Stempel

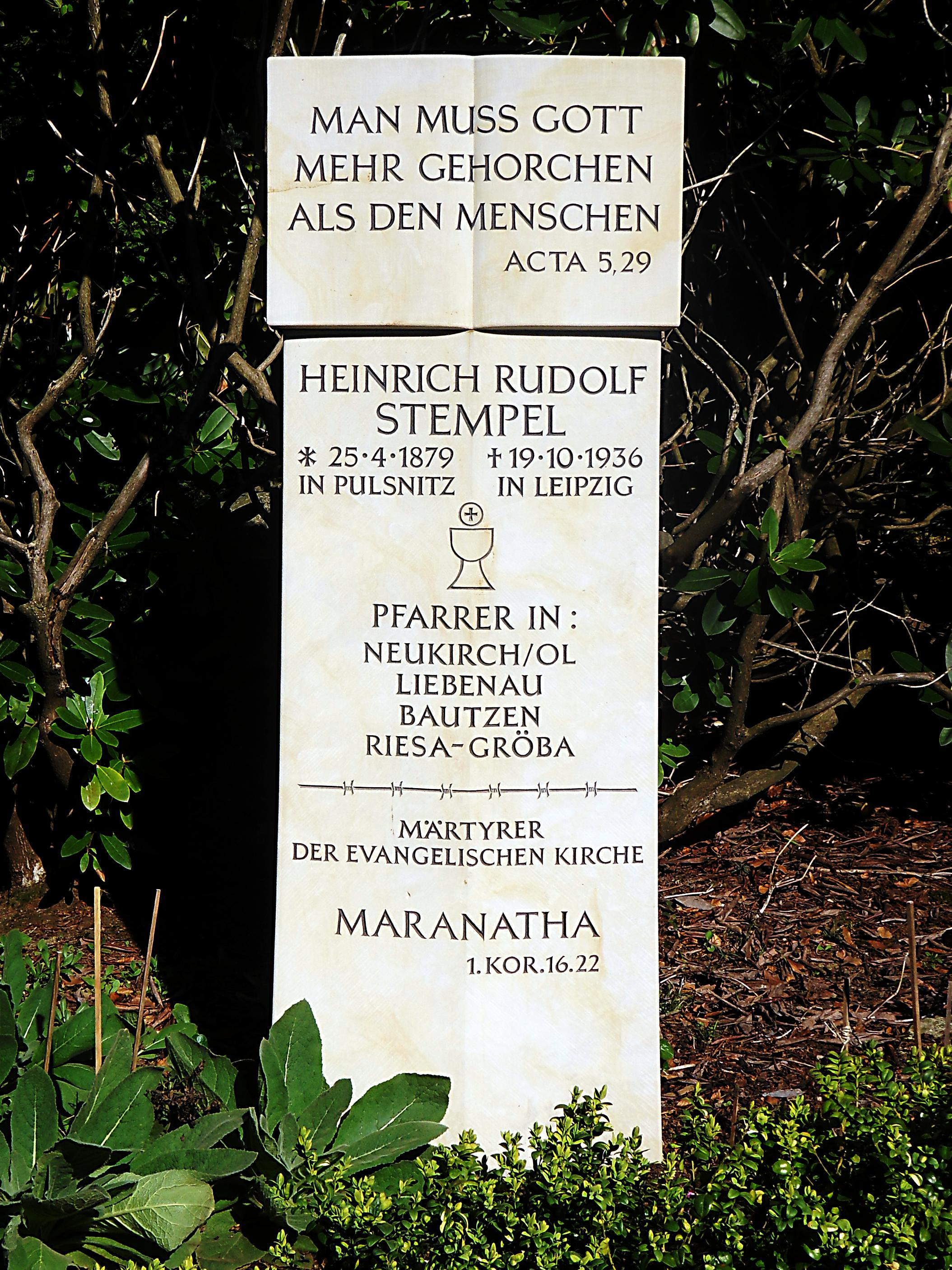
Grabstein in Pulsnitz

Rudolf Stempel (* 25. April 1879 in Pulsnitz; † 19. Oktober 1936 in Leipzig, vollständiger Name: Heinrich Rudolf Stempel) war ein evangelischer Pfarrer, Mitarbeiter der Inneren Mission und Lehrer. Er gilt als Märtyrer der Evangelischen Kirche.

## Leben
Rudolf Stempel war das zweite Kind von Flora, geb. Schiebler und dem Kaufmann Alfred Stempel.
Stempel besuchte zunächst die Bürgerschule in Pulsnitz und dann die Fürstenschule St. Afra in Meißen. Danach studierte er in Berlin, Kiel und Leipzig Theologie. Von 1907 bis 1909 war er zunächst in Dresden als Lehrer, Hauslehrer und im Dienst der Inneren Mission tätig.
Anschließend war er Pfarrer in Neukirch/Lausitz und Liebenau, später Divisionspfarrer in Bautzen und an der Kirche Gröba in Riesa.
Er war Mitglied der Bekennenden Kirche und ebenfalls in der Inneren Mission tätig. Stempel verstarb in der Uniklinik Leipzig an den Folgen der 1934 erlittenen Folter im KZ Hohnstein, als offizieller Grund wurde schweres Nervenleiden angegeben.
Er war mit Dorothea, geb. Knaur verheiratet und hatte zwei Töchter und einen Sohn.

## Ehrungen

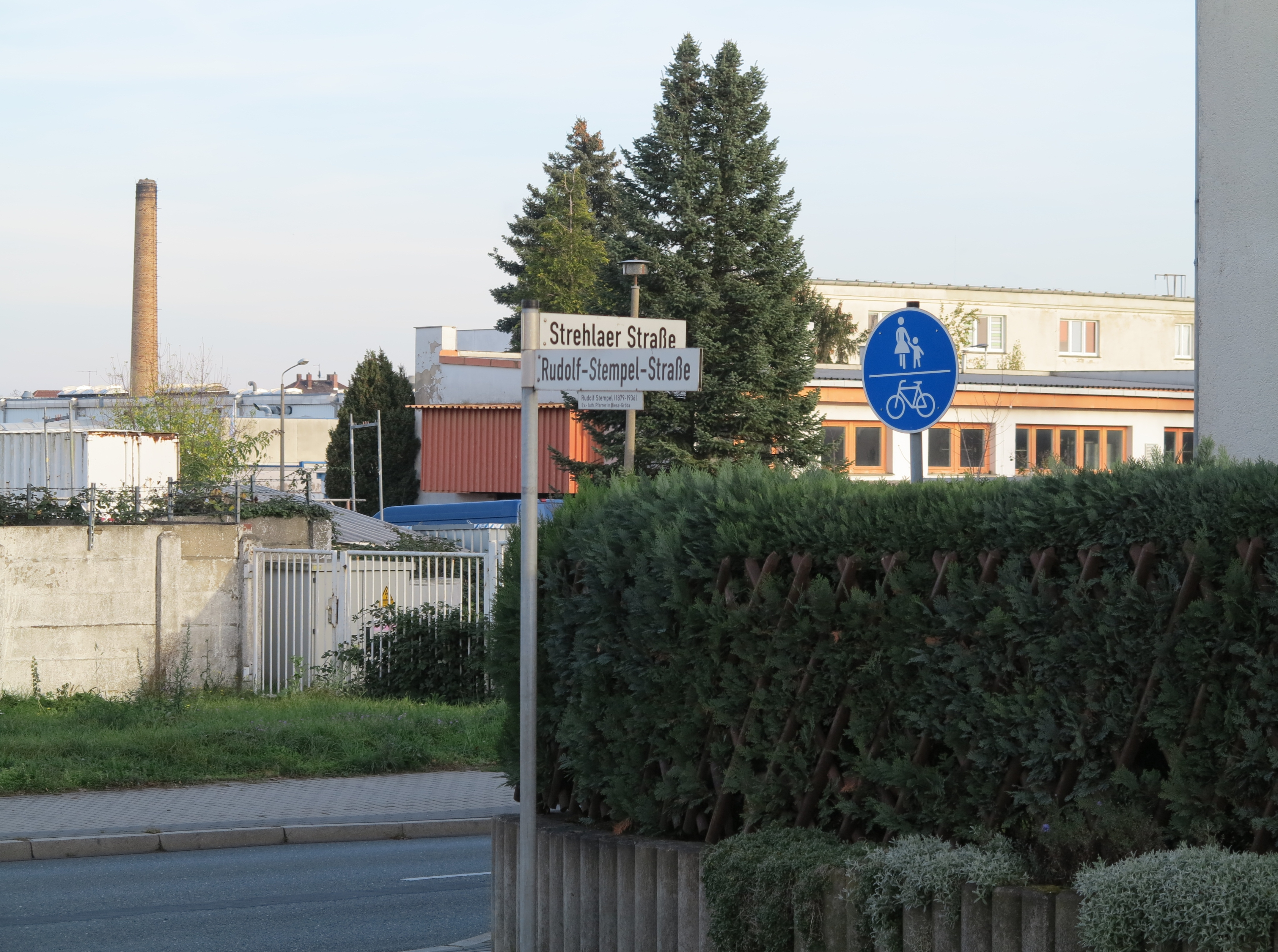
Rudolf-Stempel-Str. in Riesa

Nach Stempel ist im Riesaer Ortsteil Gröba die Rudolf-Stempel-Straße benannt sowie das Christliche Gymnasium „Rudolf Stempel“ in Riesa. 